# Liste der Bodendenkmäler in Polling (bei Weilheim)
Auf dieser Seite sind die Bodendenkmäler in der oberbayerischen Gemeinde Polling zusammengestellt. Diese Tabelle ist eine Teilliste der Liste der Bodendenkmäler in Bayern. Grundlage ist die Bayerische Denkmalliste, die auf Basis des Bayerischen Denkmalschutzgesetzes vom 1. Oktober 1973 erstmals erstellt wurde und seither durch das Bayerische Landesamt für Denkmalpflege geführt wird. Die folgenden Angaben ersetzen nicht die rechtsverbindliche Auskunft der Denkmalschutzbehörde.

## Bodendenkmäler der Gemeinde

### Bodendenkmäler in der Gemarkung Etting
| Lage                                  | Objekt | Akten-Nr.     | Bild           |
| ------------------------------------- | --- | ------------- | -------------- |
| Etting (Standort)                     | Straße der römischen Kaiserzeit (Teilstück der Trasse Augsburg-Brenner). | D-1-8232-0049 |                |
| Etting (Standort)                     | Grabhügel mit Bestattungen der Bronzezeit und der Hallstattzeit. | D-1-8233-0086 |                |
| Etting (Standort)                     | Grabhügel mit Bestattungen der Bronzezeit und der Hallstattzeit. | D-1-8233-0087 |                |
| Etting (Standort)                     | Körpergräber des frühen Mittelalters. | D-1-8233-0088 |                |
| Etting Otostraße 2 (Standort)         | Untertägige mittelalterliche und frühneuzeitliche Befunde im Bereich der Katholischen Pfarrkirche St. Michael in Etting und ihres Vorgängerbaus. Siehe auch: Etting (Polling) | D-1-8233-0147 | weitere Bilder |
| Etting Eberfinger Straße 2 (Standort) | Untertägige spätmittelalterliche und frühneuzeitliche Befunde im Bereich der Katholischen Filialkirche St. Andreas bei Etting und ihrer Vorgängerbauten.                      | D-1-8233-0149 | weitere Bilder |

### Bodendenkmäler in der Gemarkung Oderding
| Lage                               | Objekt | Akten-Nr.     | Bild           |
| ---------------------------------- | --- | ------------- | -------------- |
| Oderding (Standort)                | Grabhügel mit Bestattungen der Hallstattzeit und der frühen Latènezeit. Siehe auch: Hallstattzeit, Latènezeit                                                             | D-1-8132-0086 |                |
| Oderding (Standort)                | Grabhügel mit Bestattungen der Bronzezeit und der Hallstattzeit. | D-1-8132-0087 |                |
| Oderding (Standort)                | Grabhügel mit Bestattungen der Hallstattzeit. | D-1-8132-0088 |                |
| Oderding (Standort)                | Grabhügel vorgeschichtlicher Zeitstellung. | D-1-8132-0114 |                |
| Oderding Kirchstraße 27 (Standort) | Untertägige mittelalterliche und frühneuzeitliche Befunde im Bereich der katholischen Filialkirche St. Martin in Oderding und ihrer Vorgängerbauten. Siehe auch: Oderding | D-1-8132-0141 | weitere Bilder |
| Oderding (Standort)                | Untertägige spätmittelalterliche und frühneuzeitliche Befunde im Bereich der Katholischen Kapelle St. Margaretha in Grasla.                                               | D-1-8132-0143 |                |

### Bodendenkmäler in der Gemarkung Polling
| Lage               | Objekt | Akten-Nr.     | Bild           |
| ------------------ | --- | ------------- | -------------- |
| Polling (Standort) | Körpergräber des späten Mittelneolithikums sowie Siedlung des Jungneolithikums (Pollinger Gruppe). Siehe auch: Körpergrab, neolithikum, Pollinger Gruppe | D-1-8132-0082 |                |
| Polling (Standort) | Tuffplattengräber und abgegangenes Kloster des frühen Mittelalters sowie abgegangene Kirche des Mittelalters und der frühen Neuzeit (St. Jakob). Siehe auch: Mittelalter | D-1-8132-0083 |                |
| Polling (Standort) | Grabhügel vorgeschichtlicher Zeitstellung. Siehe auch: Hügelgrab | D-1-8132-0085 |                |
| Polling (Standort) | Tuffplattengräber des frühen Mittelalter. | D-1-8132-0090 |                |
| Polling (Standort) | Straße der römischen Kaiserzeit (Teilstück der Trasse Augsburg-Brenner). | D-1-8132-0123 |                |
| Polling (Standort) | Untertägige mittelalterliche und frühneuzeitliche Befunde im Bereich des ehemaligen Augustinerchorherrenstifts Polling und seiner Vorgängerbauten mit der ehemalige Stifts- und Katholischen Pfarrkirche Hl. Kreuz, teilweise abgegangenen Kirchen- und Konventsgebäuden und zugehörigem Wirtschaftshof. Siehe auch: Kloster Polling, Heilig Kreuz (Polling) | D-1-8132-0139 | weitere Bilder |
| Polling (Standort) | Straße der römischen Kaiserzeit. | D-1-8132-0177 |                |